# Diabão Praddo
Diabão Praddo é o pseudônimo adotado pelo tatuador brasileiro Michel Praddo, que realizou uma série modificações extremas no próprio corpo, dentre elas a remoção da orelha e a costura e remoção de alguns de dedos, além de ter mais de 80% do corpo tatuado. Em 2023 entrou para o Guinness como o homem com mais implantes em forma de 'chifre' na cabeça.

## Modificações corporais
Dentre as principais modificações corporais realizadas por Michel, constam implantes de silicone, escarnificações, implantes transdermais, uma remoção do nariz, uma remoção da orelha, uma remoção do mamilo, uma remoção do dedo anelar, a junção do dedo médio com o indicador, uma remoção do umbigo, uma eyeball tattoo, língua tatuada e bifurcada, bifurcação das laterais da boca, um implante dentário cromo, uma lipoaspiração e uma abdominoplastia.

## Vida pessoal
Michel Faro Praddo é morador de Praia Grande, no litoral de São Paulo, e é casado com a modificadora corporal Carol Prado, conhecida como Mulher Demônia. Praddo diz que não é seguidor de alguma religião, mas que acredita em Deus e se vê como uma pessoa espiritualizada.